# Certima nivisparsa
Certima nivisparsa là một loài bướm đêm trong họ Geometridae.